# Boehringer Ingelheim
C.H. Boehringer Sohn A.G. & Ko. KG es la compañía madre de Boehringer Ingelheim que fue fundada en 1885 por Albert Boehringer (1861-1939) en Ingelheim am Rhein. El grupo Boehringer Ingelheim es una de las 20 compañías farmacéuticas líderes en el mundo. La casa matriz se establece en Ingelheim, Alemania, y opera globalmente con 146 filiales y más de 47.700 empleados; más de 11.000 empleados en Alemania. Desde su fundación en 1885, la empresa de propiedad familiar, se ha dedicado a la investigación y desarrollo, manufacturación y venta de productos medicinales humanos y veterinarios. Boehringer Ingelheim es miembro de la Federación Europea de Industrias y Asociaciones Farmacéuticas EFPIA. 
El logo de Boehringer Ingelheim representa una versión estilizada de la sección central del Palacio Imperial de Carlomagno.

## Historia
- 1885: Albert Boehringer adquiere una pequeña fábrica de ácido tartárico en Ingelheim am Rhein, Alemania.
- 1886: Albert Boehringer inicia la producción de ácido tartárico para su uso en la industria alimentaria (Por ejemplo en polvo para hornear o limonada con gas).
- 1895: Da comienzo la fabricación industrial de ácido láctico, que en los siguientes años demostrará ser un éxito comercial. Este hecho convierte a CHBS en una de las empresas pioneras en los procesos biotecnológicos aplicados a la industria.
- 1917: Se funda el departamento de investigación dirigido por el químico y futuro Premio Nobel de Química, Heinrich Wieland (1877-1957), uno de los primos de Albert Boehringer.
- 1928: Albert Boehringer adquiere la compañía Dr. Karl Thomä & Cie., ubicada en Winnenden cerca de Stuttgart.
- 1946: La compañía Dr. Karl Thomae GmbH ubicada en Biberach an der Riss reinicia su actividad con 70 empleados.
- 1955: La compañía crea la división de Salud Animal.
- 1971: La extranjera subsidiaria Boehringer Ingelheim Pharmaceuticals, Inc. es fundada en Ridgefield (Connecticut), (Estados Unidos), y se expandió creándose el centro de desarrollo de Estados Unidos.
- 1981: C.H. Boehringer Sohn se convierte en el holding de las empresas alemanas y la recién fundada Ingelheim International GmbH en el holding de las empresas extranjeras.
- 1985: Se funda en Viena el Instituto de Patología Molecular (IMP), gracias a una iniciativa conjunta con Genentech, Inc. (EE. UU.). Desde 1993, el IMP es propiedad exclusiva de Boehringer Ingelheim.
- 1986: El centro biotecnológico de Biberach inicia la producción. Con una inversión de 150 millones de marcos alemanes, es la mayor planta destinada a la producción de productos biofarmacéuticos a partir de cultivos celulares de Europa.
- 1998: Boehringer Ingelheim KG y Dr. Karl Thomae GmbH fusiona sus actividades para convertirse en Boehringer Ingelheim Pharma KG.
- 2003: Inauguración de la nueva planta de principios activos biofarmacéuticos de Biberach. Con un coste superior a los 225 millones de euros, es la mayor inversión única de la compañía hasta la fecha.
- 2010: Boehringer Ingelheim celebra su 125 aniversario.

## Áreas de negocio
Las áreas de negocios se dividen en salud humana y animal. En 2014, contaba con 47.473 empleados en las 146 filiales de todo el mundo, los centros de investigación y desarrollo (I+D) se encuentran en cinco ciudades y hay 16 centros de producción en 11 países.

## Operaciones / Desarrollo
Las oficinas centrales y casa matriz está ubicadas en Ingelheim am Rhein cerca de Maguncia, Wiesbaden y Fráncfort del Meno, Alemania. A pesar de esto, Boehringer Ingelheim es una empresa que opera a nivel global, con 146 subsidiarias en todo el mundo. Sus principales regiones de negocio son Europa, Norte y Sudamérica y Asia. El Instituto de Investigación de Patología Molecular en Viena (Austria), fundado en 1985, ha contado con Boehringer Ingelheim como su principal esponsor desde 1993.

## Algunos productos
- Aggrenox, Antistax, Duramune, Flomax, Metacam, Micardis + Micardis Plus, Mirapex Mobic, Spiriva, Pradaxa, Resomer, Vetmedin, Viramune, Venastat, Zantac, Twynsta, isodine, Jentadueto.

alovent, Giotrif, BI6727, Striverdi, Ofev, Vargatef, Praxbind, Jardiance, Trajenta.

## Posición competitiva

### Marcas
En 2023, la Reseña Anual del sistema de Madrid de la Organización Mundial de la Propiedad Intelectual (OMPI) clasificó a Boehringer Ingelheim International GmbH como el cuarto lugar mundial en número de solicitudes de marcas realizadas en el marco del Sistema de Madrid, con 110 solicitudes de marcas realizadas durante 2023.